# Казкове фентезі
Казкове фентезі відрізняється від інших піджанрів фентезі великим використанням у творах мотивів, а часто й сюжетів, із фольклору.

## Історія

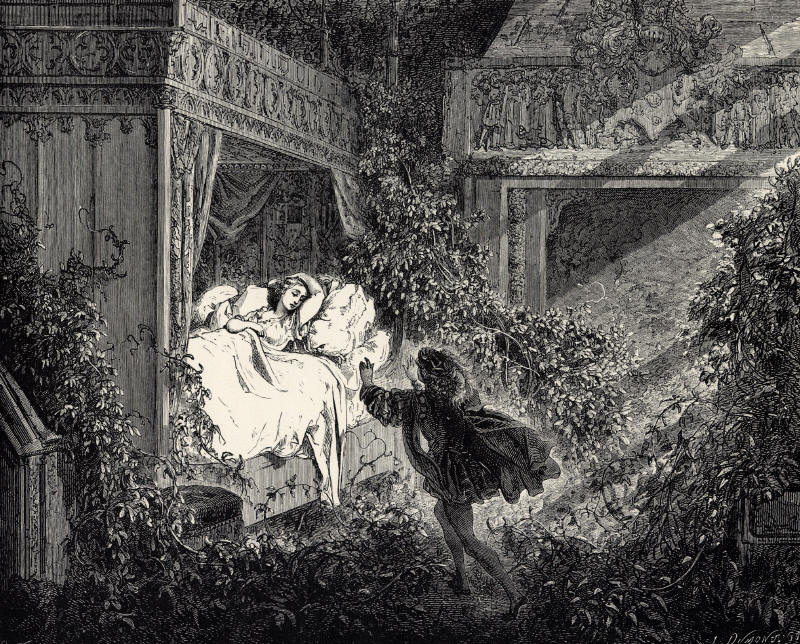
Перро «Спляча красуня», ілюстрація Гюстава Доре

Літературні казки не були невідомі в римську епоху: Апулей включив кілька у «Золотого осла». Джамбаттіста Базіле переказав багато казок у Пентамерон, аристократичній рамковій історії та аристократичних переказах. Звідти літературна казка була підхоплена французькими «салонними» письменниками XVII століття в Парижі (мадам д'Ольнуа, Шарль Перро та ін.) та іншими письменниками, які взяли народні казки свого часу та розвинули їх у літературні форми. Yезважаючи на наміри відновити зібрані ними казки, Брати Грімм також перетворили зібрані ними Märchen на Kunstmärchen.
Ці оповідання розглядаються не як фентезі, а як літературні казки, навіть ретроспективно, але від цього початку казка залишалася літературною формою, а казкові фентезі були відгалуженням. Казкові фентезі, як і інші фентезі, використовують новелістичні умовності написання прози, персонажів або місця дії. Точна лінія поділу чітко не визначена, але вона застосована навіть до творів одного автора: Ліліт і Фантасти Джорджа Макдональда вважаються фентезі, тоді як його «Світла принцеса», «Золотий ключ» і «Загублена принцеса» прийнято називати казками.

## Огляд жанру
Цей жанр може включати сучасні казки, які використовують казкові мотиви в оригінальних сюжетах, як-от «Чарівник країни Оз» і «Гоббіт», а також еротичні, жорстокі чи іншим чином більш орієнтовані на дорослих перекази класичних казок (багато з яких, у багатьох варіантах, спочатку були розраховані на аудиторію дорослих або змішану аудиторію різного віку), як-от серія коміксів Байки. Він також може включати казки з детальним описом сюжету, місцем дії та повнішими сюжетами, щоб сформувати дитячий або молодіжний роман.
Багато казкових фантазій є ревізіоністськими, часто змінюючи моральні цінності залучених персонажів. Це може бути зроблено для внутрішнього естетичного інтересу або для тематичного дослідження. Письменники також можуть зробити магію казки самопослідовною у фантастичному переказі, заснованому на технологічній екстраполяції в науковій фантастиці, або пояснити її в сучасному чи історичному творі художньої літератури.
Інші форми фентезі, особливо комічне фентезі, можуть включати казкові мотиви як часткові елементи, наприклад, коли «Дискосвіт» Террі Пратчетта містить відьму, яка живе в пряниковому будиночку, або коли «Зачарований ліс» Патриції Вреде рясніє принцесами та принцами, які намагаються вписуватися у призначені їм казкові ролі.
Обстановки казкових фентезі, як і казки, з яких вони походять, можуть не стільки завдячувати світобудові, скільки логіці народних казок. Принци можуть піти блукати в ліс і повернутися з нареченою, не зважаючи на всі політичні наслідки королівських шлюбів. Поширений, комічний, мотив — це світ, у якому відбуваються дії всіх казок, і герої усвідомлюють свою роль у історії, іноді навіть ламаючи четверту стіну.
Інші письменники можуть розвивати світ так само повно, як і в інших піджанрах, створюючи твір, який також, заснований на місці дії, є високим фентезі, історичним фентезі або сучасним фентезі.
Автори, які працювали з цим жанром, включають такі різноманітні діячі, як Оскар Вайльд, Кетрін Девіс, Антонія Баятт, Італо Кальвіно, Анджела Картер, Дональд Бартелмі, Роберт Кувер, Маргарет Етвуд, Кейт Бернгаймер, Джеймс Тербер, Ісаак Башевіс-Зінгер, Ріккі Дюкорне, Роберт Блай, Кеті Фарріс і Аннет Марі Гайдер.